# 夏侯嬰
夏侯婴（？—前172年），泗水郡沛县（今日江蘇沛县）人。汉朝開國功臣，封太仆，人稱「滕公」。

## 生平
夏侯嬰早年在沛县县衙里負責駕駛馬车，每次送使者、客人路过沛县泗上亭時，都會和刘邦聊天，每次都聊很久。不久，夏侯婴被试用为县里的小吏，与刘邦成了好友。刘邦有一次惡作劇伤了夏侯婴，被人告到官府去。因为劉邦是亭長，故意傷人會被加重刑罰，所以劉邦就撒謊說自己沒有弄傷夏侯婴，夏侯嬰也作證說劉邦沒傷害他。豈料後來縣衙覆審此案，發現夏侯嬰說謊，夏侯嬰因為作偽証被監禁了一年多，还被鞭笞了好几百下，不過，終於使劉邦脫身。

### 起事阶段
刘邦当初率部众准备攻打沛县时，夏侯嬰以沛縣令史的身份受刘邦调遣。刘邦降服沛县當天被推舉為沛公，賜夏侯嬰七大夫的爵位，並任命他為太僕。之後夏侯嬰為劉邦駕馭戰車，追隨劉邦屢立軍功：
- 追隨劉邦攻胡陵，並與蕭何招降了泗水監「平」，平献出胡陵投降，劉邦於是賜夏侯嬰五大夫的爵位。
- 追隨劉邦在碭郡東部攻擊秦軍，攻打濟陽並拿下戶牖，又在雍丘城下擊破李由率領的軍隊，劉邦因為夏侯嬰能以戰車快速進攻作戰，賜他執帛的爵位。
- 以太仆身份驾車追隨劉邦，在東阿、濮陽城下攻擊章邯軍，利用戰車快速進攻打敗章邯，獲賜執珪的爵位。
- 驾車跟從劉邦，先後在開封和曲遇進擊趙賁和楊熊的軍隊，随刘邦俘虜敵軍六十八人、降卒八百五十人並得印一箱。之後再驾車随刘邦在雒陽東部攻擊秦軍，因進攻迅猛，獲劉邦改封爵為滕公[4]。
- 驾車随刘邦攻南陽，戰於藍田、芷陽，最終協助劉邦攻至霸上，接受秦王子婴出降。

### 楚漢相爭時期
項羽進入咸陽滅秦後，立刘邦為漢王。夏侯嬰獲劉邦賜予列侯的爵位，稱為昭平侯，以太仆之职跟随刘邦進入蜀地和漢中就國。
韓信犯漢營軍法被判斬首之刑，輪到韓信要受刑，抬頭見到夏侯嬰，說：「君上不是想要取得天下嗎？為何要斬壯士呢？」夏侯嬰感到驚奇，釋放韓信後與他交談，十分賞識韓信的才能并向劉邦举荐。于是，刘邦命韓信为治粟都尉，但並未看出韓信有甚麼出眾的才能。直到韓信獲蕭何賞識並向劉邦舉薦，韓信才被劉邦拜為大將，開始為劉邦謀取關中。
刘邦平定三秦后，夏侯婴追隨劉邦进攻項羽，結果漢軍在彭城被项羽反攻而大敗，夏侯婴駕馬車載著劉邦逃跑。當時劉邦在沛縣的家人都已被楚軍擄去，僅在路上遇到兒子劉盈（即後來的漢惠帝）和女兒鲁元公主，於是就把他们帶上馬車一同載走。之後楚軍在刘邦身後窮追不捨，刘邦眼見馬匹非常疲憊，焦急之下好几次把孩子推踹下车，但夏侯婴每次都會下车把二人載回馬車上慢行，待二人抱紧自己的脖子之后再駕車快跑。刘邦为此非常生气，在路上有十多次想斬杀夏侯婴，夏侯婴則勸說劉邦：「雖然現在情況危急，無法驅趕馬車跑得更快，但漢王你怎麼能拋棄自己的子女呢？」最终劉邦與夏侯婴还是成功逃脫，把劉盈和鲁元送到了丰邑。劉邦回到滎陽收攏離散的殘兵，重新恢復力量後，賜夏侯嬰祈陽作為食邑。
鴻溝之約訂定後，劉邦背約進擊，夏侯嬰駕車隨劉邦進軍至下邑攻擊項羽，並追趕楚軍至陈县，最終協助劉邦平定楚地。夏侯嬰隨劉邦到魯地（項羽食邑）招降當地長老後，獲劉邦加賜茲氏為食邑。

### 高祖时期
刘邦称帝后，夏侯嬰先跟随刘邦平定燕王臧荼之亂，又随刘邦偽裝去雲夢大澤巡遊，拿下楚王韩信，將韩信貶為淮陰侯。夏侯嬰被改封为汝阴侯，并剖符節為信物，世世不絕。此后，一直随汉高祖刘邦到处平叛。“白登之圍”又使刘邦成功脱险。

### 惠帝至文帝时期
刘邦駕崩，夏侯嬰又作为太僕，先後侍奉汉惠帝和吕后。惠帝和吕后感念夏侯嬰在彭城戰敗後，前往下邑途中護送惠帝和魯元公主的功勞，賜給他在宮殿北面一所最上等的宅第，稱為「近我」，以示特別尊重。吕后去世，呂氏外戚當政，陳平、周勃等大臣們誅滅諸呂，夏侯嬰和大臣们一起立代王刘恒。他親自拘捕了漢少帝，以天子的法驾迎接代王刘恒，是为汉文帝，因功仍任太僕，直至去世，谥号为「文侯」。

## 后代
- 子夏侯竈襲封汝陰侯，謚夷侯。[12]
- 孫夏侯赐，夏侯竈之子，襲封汝陰侯，謚共侯。[13]
- 曾孫夏侯頗，夏侯赐之子，襲封汝陰侯，元鼎二年坐尚公主[14]，因与父御婢通奸而自杀，国除。[15]
- 東漢末年曹操幕下的知名將領夏侯惇、夏侯淵即夏侯婴的後裔。[16][17]傳說曹操也可能出自夏侯婴的血脈。[18]

## 影視形象
- 電視劇《楚河漢界》（1985年）：由张雷飾演夏侯婴。
- 電視劇《漢劉邦》（1998年）：由李振启飾演夏侯婴。
- 電視劇《楚汉骄雄》（2004年）：由陈荣峻飾演夏侯婴。
- 電視劇《楚汉風雲》（2005年）：由张春仲飾演夏侯婴。
- 電視劇《大風歌》（2010年）：由傅虹钧飾演夏侯婴。
- 電影《鴻門宴》（2011年）：由陈之辉飾演夏侯婴。
- 電視劇《楚汉爭雄》（2011年）：由段卫平飾演夏侯婴。
- 電視劇《楚汉傳奇》（2012年）：由林鹏飾演夏侯婴。
- 電影《王的盛宴》（2012年）：由齐一现飾演夏侯婴。

## 延伸阅读
[在维基数据编辑]
 《史記/卷095》，出自司馬遷《史記》
 《漢書·卷041》，出自班固《漢書》